# از کاخ‌های شاه تا زندان‌های سیبری
کتاب از کاخ‌های شاه تا زندان‌های سیبری که در سال ۱۳۸۸ خورشیدی توسط سازمان اسناد و کتابخانه ملی ایران به چاپ رسیده، مستندی است از زندگانی دکتر غلامحسین بیگدلی که با وقایع سالهای ۲۵-۱۳۲۴ خورشیدی درهم تنیده شده است.
در این کتاب با نحوه آشنائی غلامحسین بیگدلی با تشکیلات حزب توده آشنا می‌شوید و در ادامه به نمونه‌ای از رفتارهای ناشایست استالین و یارانش برخواهید خورد و خواهید خواند که بر زندانیان سیاسی در سیبری چه گذشته و چگونه یک فرد می‌تواند شرایط دشوار را تحمل کند و پس از آزادی خود را به جایگاه بالای علمی برساند و غبار سختی‌ها را از روی خود کنار بزند.
این کتاب در زمان حیات ایشان توسط مسئولین سازمان اسناد و کتابخانه ملی ایران به صورت مصاحبه و گزارش تهیه گردید و پس از چند سال به صورت کتابی به نام مجموعه کتب تاریخ شفاهی ایران به چاپ رسید.